# Ventricularia
Ventricularia – rodzaj roślin z rodziny storczykowatych (Orchidaceae). Obejmuje dwa gatunki. Ventricularia borneensis występuje tylko na Borneo, zaś Ventricularia tenuicaulis w Tajlandii oraz Malezji. Są to rośliny epifityczne, występujące w wilgotnych lasach na wysokościach do 1350 m.
Rodzaj został przeniesiony w 2014 roku do rodzaju Trichoglottis.

## Morfologia
Rośliny średniej wielkości, kwiatostan prosty z dużą liczbą małych kwiatów. Liście proste i przeważnie w ciemnozielonym kolorze

## Systematyka
Rodzaj sklasyfikowany do podplemienia Aeridinae w plemieniu Vandeae, podrodzina epidendronowe (‘’ Epidendroideae’’), rodzina storczykowate (Orchidaceae), rząd szparagowce (Asparagales) w obrębie roślin jednoliściennych.
Wykaz gatunków
- Ventricularia borneensis J.J.Wood
- Ventricularia tenuicaulis (Hook.f.) Garay